# Geoffrey Bourne, Baron Bourne

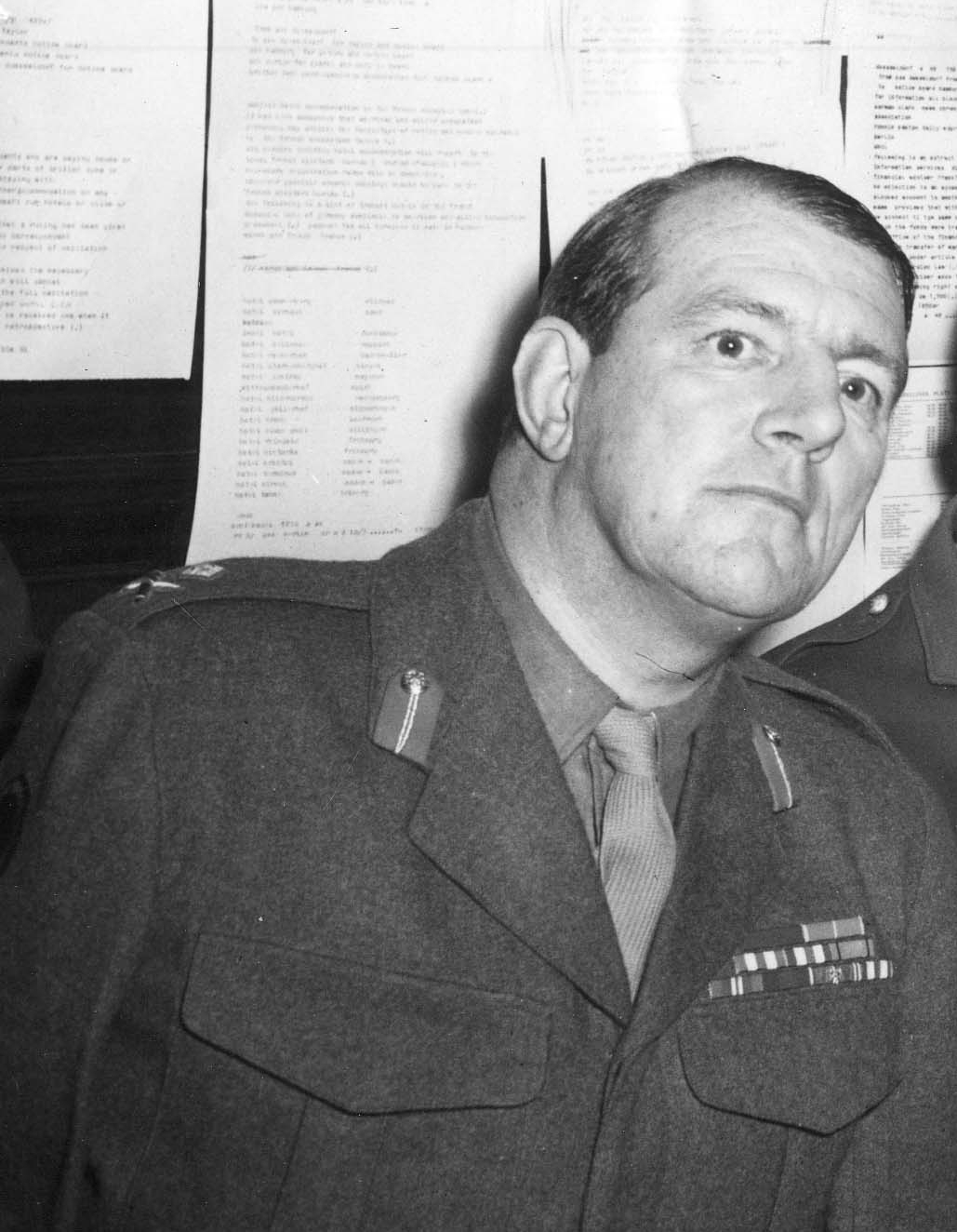
Geoffrey Bourne am 20. März 1949 bei einer Pressekonferenz anlässlich der Einführung der Westmark in West-Berlin

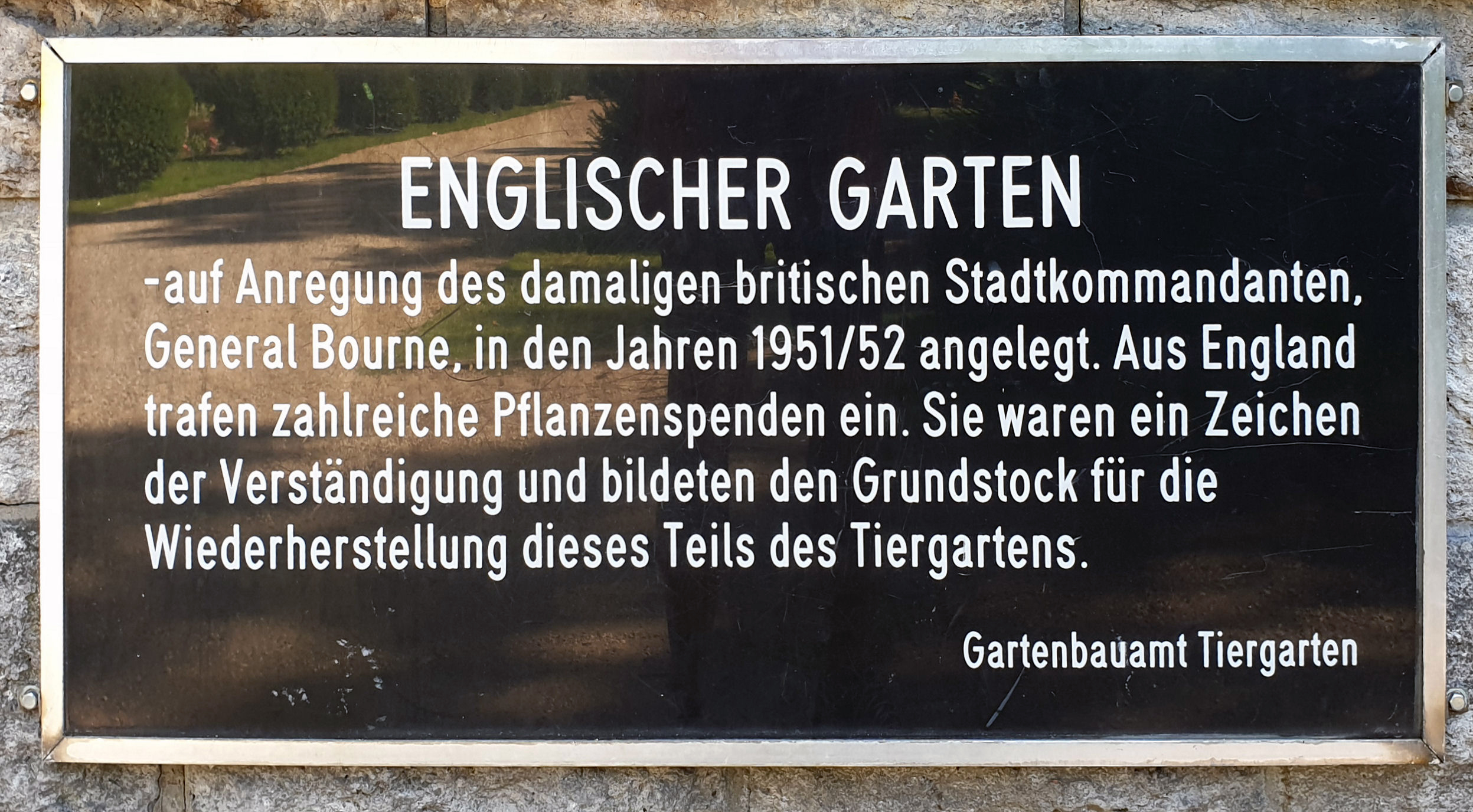
Gedenktafel im Englischen Garten in Berlin-Tiergarten

Geoffrey Kemp Bourne, Baron Bourne CMG KBE GCB (* 5. Oktober 1902; † 26. Juni 1982) war ein britischer General, der 1964 als Life Peer Mitglied des House of Lords wurde.

## Leben

### Militärische Ausbildung und Zweiter Weltkrieg
Bourne trat nach dem Schulbesuch 1923 in die Royal Artillery ein und durchlief dort eine Ausbildung zum Offizier. Nachdem er zwischen 1930 und 1932 in Hongkong und von 1933 bis 1934 in Gibraltar Verwendung gefunden hatte, war er von 1935 bis 1936 Absolvent des Staff College in Camberley sowie 1937 der Stabsschule von Colchester. Im Anschluss war er zwischen 1938 und 1939 Offizier im Generalstab des Kriegsministeriums (War Office) sowie danach zu Beginn des Zweiten Weltkrieges von 1940 bis 1942 Offizier im Planungsstab.
1942 gehörte Bourne als Brigadegeneral zur Mission des Generalstabs in Washington, D.C. und war kurz danach Commanding Officer des 21. Panzerabwehrregiments, ehe er zwischen 1943 und 1944 Offizier im Generalstab des Südostasienkommandos SEAC (South East Asia Command) war. 1944 nahm er als Commanding Officer des 152. Feldregiments der Ayrshire Earl of Carrick’s Own Yeomanry an Kampfeinsätzen in Italien teil und gehörte danach 1945 dem Generalstab des I. Luftlandetruppenkorps in Nordwesteuropa an.

### Nachkriegszeit und Oberhausmitglied
Nach Ende des Zweiten Weltkrieges war Bourne zunächst zwischen 1945 und 1947 Kommandeur der Royal Artillery der 5. Indischen Infanteriedivision (Indian 5th Infantry Division) in Java und dort zuletzt 1946 auch kommissarischer Befehlshaber (Acting General Officer Commanding) dieser Division. Nachdem er von 1947 bis 1948 Leiter der britischen Mission in Burma war, fungierte er als Nachfolger von Otway Herbert vom 16. Januar 1949 bis zu seiner Ablösung durch Charles Coleman am 24. Oktober 1951 als Kommandant des Britischen Sektors von Berlin.
Daraufhin war Bourne als Nachfolger von Gerald Lathbury zwischen 1951 und seiner Ablösung durch Francis Rome 1952 Befehlshaber der 16. Luftlandedivision (16th Airborne Division), ehe er anschließend 1953 George Erskine als Oberkommandierender (General Officer Commanding in Chief) des Ostkommandos (Eastern Command) wurde. Auf diesem Dienstposten folgte ihm 1954 Francis Festing, während er selbst als Nachfolger von Hugh Stockwell zwischen 1954 und seiner Ablösung durch Roger Bower 1956 General Officer Commanding der Truppen sowie Direktor für Operationen in der Föderation Malaya (Malaya Command) war. Des Weiteren bekleidete er zwischen 1954 und 1967 die Funktion eines Colonel Commandant des Royal Regiment of Artillery.
1957 wurde Bourne als Nachfolger von Charles Keightley Oberkommandierender der Truppen im Nahen Osten (Middle East Command) und bekleidete diesen Posten, bis er 1958 erneut durch Roger Bower abgelöst wurde. Zuletzt war er als Nachfolger von Guy Russell von 1958 bis zu seiner Ablösung durch Robert Heatlie Scott 1960 Kommandant des Imperial Defence College. Während dieser Zeit fungierte er zugleich zwischen 1959 und 1960 als Aide-de-camp von Königin Elisabeth II.
Bourne, der 1960 in den Ruhestand trat, war zwischen 1960 und 1965 Honorary Colonel des 10. Bataillons des Parachute Regiment und wurde unter anderem als Companion des Order of St. Michael and St. George, Knight Commander des Order of the British Empire sowie Knight Grand Cross des Order of the Bath ausgezeichnet.
Am 22. August 1964 wurde Bourne als Baron Bourne, of Atherstone in the County of Warwickshire, zum Life Peer gemäß dem Life Peerages Act 1958 erhoben und war dadurch bis zu seinem Tod Mitglied des House of Lords.